# Bryan Gates
Bryan Gates (Anchorage, ...) è un allenatore di pallacanestro statunitense.

## Palmarès

### Squadra
- Campione NBDL (2008)

### Individuale
- USBL Coach of the Year (2006)
- 2 volte Dennis Johnson Coach of the Year Award (2007, 2008)